# Volcán Montecatini Val di Cecina
Montecatini Val di Cecina es un estratovolcán de la provincia volcánica Romana, en Italia. Forma una caldera abierta hacia el E, con un diámetro de unos 2 km. Sus coordenadas son:  43.398642°  10.730800°